# Карл IV (Свещена Римска империя)
Вижте пояснителната страница за други личности с името Карл IV.
Карл IV (на немски: Karl IV.; на чешки: Karel IV.; * 1316, † 1378) е римско-немски крал (от 1346 г.), крал на Бохемия (от 1347 г.) и император на Свещената Римска империя (от 1355 г.). Той произлиза от династията Люксембурги и е един от най-значимите императори от Късното средновековие.
Значимата бохемска версия на стила на международната готика е развита в двора на Карл IV в Прага, която за кратък период става водещ стил в развитието на европейското изкуство.

## Титли
- по наследствено право граф на Люксембург (1346 – 1378);
- избран за римско-германски крал (антикрал) в Ренс, Германия, на 11 юли 1346 г., коронован на 26 ноември 1346 г. в Бон;
- от 2 септември 1347 г. крал на Бохемия като Карел I. И до днес той е смятан за Pater Patriae („баща на Отечеството“) на Чехия (Otec Vlasti);
- избран за римски крал на 17 юни 1349 г. във Франкфурт на Майн, коронован на 25 юли 1349 г. в Аахен;
- от 6 януари 1355 титулуван крал на Италия;
- от 5 април 1355 г. Император на Свещената Римска империя като Карл IV;
- от 4 юни 1365 г. крал на Бургундия.

## Произход и детство
Карл IV е син на Ян Люксембургски, граф на Люксембург, крал на Бохемия и титулярен крал на Полша (1296 – 1346), и бохемската принцеса Елишка Пршемисловна (1292 – 1330). Според Збравска хроника на Петър Житавски, Карел е роден на 14 май 1316 г. в ранните сутрешни часове от тогава 24-годишната Елишка Пржемисловна в Прага. Самият Карел коментира това по-късно в своята автобиография – „VITA CAROLI Quarti“:
| „ | ...Ето защо искам да не се забрави, че баща ми Ян е син на Хайнрих VII, император на Свещената Римска империя, и Маргарет, дъщеря на херцога на Брабант. От Ян е заченала жена на име Елишка, дъщеря на Вацлав II, крал на Бохемия, и той (Ян) получава чрез нея кралство Бохемия, тъй като в бохемското кралско семейство нямало мъжко потомство... Родил съм се през хиляда триста и шестнадесета година, на 14 май в 5 часа сутринта. | “ |

Раждането вероятно става в къща близо до църквата „Свети Яков“. По онова време Пражкият замък все още е разрушен и необитаем след пожар. На 30 май 1316 година, Петдесетница, Карл е кръстен от Петер фон Аспелт, архиепископ на Майнц в присъствието на Балдуин Люксембургски, архиепископ на Трир, в катедралната църква на Прага. По случайност двамата архиепископи посещават Прага по това време.
Опасността от вътрешни войни все още не е предотвратена. На крал Ян Люксембург се противопоставя вторият най-могъщ човек в страната, Индржих I от Липа, задържан малко преди това, защото с любовницата си и вдовица на двама чешки царе Елишка Рейчка (Елжбета Рикса) иска да завземе трона. Под натиск на един от най-добрите дипломати на Европа, Петер фон Аспелт, през април 1316 г. Индржих I от Липа е освободен и така спорът частично уреден, но напрежението продължава до 1318.
Кралското бебе преживява първата зима скрито в замъка Кршивоклат под закрилата на бохемския благородник Вилем Зайц от Валдек, който е лична охрана на кралица Елишка. След това, придружено от майка си и Вилем Зайц от Валдек, бебето е преместено в замъка Локет. Веднага след като Карел се научава да ходи, майка му Елишка Пржемисловна е преместена в градчето Мелник в Чехия, един от предоставените за бохемските кралици градове. Карл е под ключ от страх да не би благородниците да го поставят на трона вместо крал Ян. След смъртта на Вилем Зайц от Валдек, той е преместен в Кршивоклат. Така се среща с майка си след три години, малко преди да замине за Франция през пролетта на 1323 г.

### Във френския кралски двор. Брак с Бланка Валоа
През 1323 година по решение на баща си, малкият Вацлав е изпратен във френския кралски двор да получи образование. Там след пристигането на Вацлав, негов кръстник става самият френски крал Шарл IV, който е вуйчо на Карл. Кръстеният седемгодишен Вацлав, както е обичайно, получава името на своя кръстник Карл. Карл е също сгоден и след това женен за братовчедка на кралица Мария, наречена Бланш, от династията Валоа. Сватбената церемония се провежда едновременно с коронацията на леля му Мария за френската кралица. Сватбата се провежда при празнични и извънредни обстоятелства. След това обаче съпрузите-деца отново са разделени и Карел се озовава сред непознати. Младият Карел обаче бързо се аклиматизира във френската среда и е изумен от великолепието и величието на френския придворен живот. Кралят на Франция веднага много харесва племенника си и той и съпругата му Мария се грижат добре за него.
Преподавателите на младия Карл са избрани главно от средите на духовниците. Младият принц се учи да чете и пише на латински и френски език, а също така се обучава в основите на схоластичното богословие. През 1325 г. Карл се премества във френския кралски двор в Париж.
Със смъртта на Шарл IV през 1328 г. на благополучието на дванадесетгодишния му съименник настъпва край. Филип VI от рода Валоа става новият френски крал. Той е еднокръвен брат на съпругата на Карел – Бланш. Филип е монарх, копнеещ за рицарски блясък, близък до бащата на Карел, Ян Люксембург. Младият принц е безразличен за крал Филип, което проличава главно в намаляване на разходите за нуждите на Карел. При такива условия Карел учи в Парижкия университет. Учител и приятел на Карл по това време става Пиер дьо Розиер, бъдещия папа Климент VI.
Карл посещава два пъти Италия. Тези пътувания и семейните му връзки му осигуряват тесни контакти с различни дворове във Франция, включително и в Авиньонското папство, а от 1363 – и в отделеното Бургундско херцогство, управлявано от Филип II (Бургундия).
Седемгодишният престой във френския двор значително повлиява на Карел. През целия си последващ живот той остава привърженик на идеята за централизирана монархия, следваща френския модел.

### Наместник на крал Ян Люксембург в Италия
През 1330 г. Карел и съпругата му са повикани в Люксембург. Междувременно Ян Люксембург създава имение в Северна Италия. Той действа тук като представител на имперските, както и на папските интереси. Ян успява да придобие следните градове в Ломбардия – Бреша, Бергамо, Парма, Кремона, Павия, Реджо и Модена, а в Тоскана – Лука.
В началото на 1331 г. крал Ян вика сина си Карл от Люксембург в Италия. Карел пътува през Мец, Лотарингия, Бургундия и Савоя, докато на Разпети петък, 29 март 1331 г. пристига в град Павия. След това Карл служи като наместник на баща си в италианските му владения, където се запознава с италианската среда и интриги.
Още на третия ден след пристигането на Карел и неговата свита се убеждават в опасността на италианската среда. Дават им отровна храна за закуска, но за щастие Карел не яде, защото смята да участва на масово причастие и иска да остане гладен. Карл забелязва непознат мъж да се движи около масата и заповядва да го заловят. При изтезания неизвестният мъж разкрива, че е изпратен със заповед на Ацо Висконти от Милано да добави отрова и да се доближи до свитата на Карел.
В град Парма за първи път в живота си Карел се среща с по-малкия си брат Йохан Хайнрих. Двамата братя се сближават бързо и имат искрена връзка, която се развива между тях, като се поддържа през целия им живот. Тогава Ян Люксембург напуска Италия и оставя Карел под настойничеството на Луи Савойски.
През 1332 г. в Италия се образува вражеска лига срещу Люксембургите, ръководена от управителите на Милано, Верона, Ферара и Мантуа. В решаващия момент Луи Савойски предава Карел, но той успява да избяга. Междувременно войските срещу Люксембургската лига обсаждат Модена и разграбват околностите и. Накрая на 27 октомври 1332 г. свалят обсадата и се оттеглят под замъка Сан Феличе. С помощта на своите предани приятели от околните градове, Карел събира значителна военна сила от около 200 рицари и 6 000 пехота. На 25 ноември 1332 в деня на Света Екатерина става решаващата битка, в която Карл, макар че самият е ранен, постига победа, като заедно с много други войници е провъзгласен за рицар. Въпреки тази победа, имението на Люксембург в Италия значително намалява. След това в началото на 1333 г. Карел заминава за Лука, за да консолидира управлението си тук. В защита на града, Карел основава крепост и малък град Монтекарло. През февруари 1333 г. Ян Люсембургски идва в Кремона с подкрепления, където също се срещна със сина си. Пристигането на крал Ян не спасява люксембургското имение в Италия.

### Връщане в Бохемия
В края на август 1333 г. Ян Люксембург изпраща Карел в Мерано, където трябва да преговаря с Индржих Каринтийски за брат си Йохан Хайнрих. Той е женен за дъщерята на Индржих Каринтийски – Маргарета Тиролска, наречена Маулташ. Йохан Хайнрих трябва да получи зестра от 40 хиляди крини сребро. Ян от Люксембург трябва да получи зестрата от Хенри Каринтийски, но той не успява да изпълни нито една от петте вноски. Затова Карел преговаря в Мерано с Хенри от Каринтия като пълномощник на баща си и става въпрос най-вече за новите условия за изплащане на зестрата. В Мерано, Карел се среща и с изтъкнати бохемски благородници: Ян Волек, Петер от Рожмберка, Вилем от Ландщайна и Инджрих II от Липе. Тези благородници считат състоянието на Чешкото кралство за добро и не са доволни от дългосрочното отсъствие на крал Ян, затова молят Карл да замине за Бохемия без да се бави. Карел е убеден от силните аргументи на чешките първенци, които се обръщат към Карел, посещава дори Ян, останал в Парма, и започва своето пътуване от Мерано, вместо първоначалното пътуване към Лука заминава направо за Бохемия. Карел преминава границата на Чешкото кралство през октомври 1333 г. Първата му цел е да посети Збраславски манастир, където майка му Елишка умира преди три години.
След това в автобиографията си Карел описва завръщането си в родината:
| „ | ...И така, когато дойдохме в Бохемия, не намерихме нито баща, нито майка, нито брат, нито сестри, нито някой познат. Ние също напълно бяхме забравили чешкия език, но по-късно го научихме отново, така че говорехме и разбирахме езика като всеки друг бохемски търговец. Намерихме това кралство толкова опустошено, че не можахме да намерим нито един свободен замък, който да не бъде с тежести от всичките кралски имения и така нямаше къде да обитаваме, а се настанихме в къща, както другите граждани. | “ |

## Управление
Ян Люксембургски почти не се интересува от Бохемия, разглеждайки я само като източник на пари, в резултат на което самото кралство минава в упадък. През 1333 г. той поверява управлението на Бохемия и Моравия на Карл, който, въпреки възрастта си, вече притежава достатъчен ум и знания за да се заеме с държавните дела. Освен това, за разлика от баща си, той знае езика и обичаите на своята родина. Благородното му и добросъвестно поведение веднага привлича на негова страна народа. Въпреки че е ограничен в средствата (част от доходите Карл е принуден да изпраща на баща си), Карл започва да изкупува заложените кралски имения и за сметка на строга икономия за две години изкупува 16 имения. Регулярно обхождайки страната, Карл забелязва недостатъците в управлението и изисква средства за тяхното отстраняване. Той ремонтира кралския дворец в Прага, където се заселва с младата си жена.

### Карел като маркграф на Моравия
Карл не идва в Бохемия с въоръжена сила. Така от самото начало, той зависи изцяло от поддръжниците си сред благородниците. Тъй като Пражкият замък е напълно опустошен, Карел трябва първо да пребивава в градски къщи в Стария град. По-късно Хинек Берка от Дубé му осигурява двореца на бургграфа.
Ян Люксембург трябва да легитимира Карел по някакъв начин и затова му дава титлата маркграф на Моравия. Люксембургите налагат в Бохемия всъщност двойно управление на баща и син, въпреки че Ян иска да отмени маркграфската титла, заради опасността от разделянето на кралската власт (между млад и стар крал), но също така желае да даде на Карел достатъчно представителна титла. Младият маркграф скоро поема инициативата, макар и със седалище в Прага, но вече през декември 1333 г. прави пътуване до Бауцен и Цитау, за да опознае страната си. В началото на 1334 година Старият град предоставя на Прага две хиляди пражки грошове, за да изплати частично кралските дългове. Аристокрацията предоставя на Карел общия данък.
Карел успява бързо да изкупи залога на някои от кралските дворци, сред които например замъците Кривоклат (Křivoklát), Туров, Вевержи и др. Карел също предоставя широки привилегии и съдебен имунитет на манастирите в Моравия и Бохемия. Под негово пряко влияние на маркграф са поставени важни градове Ко́уржим, Ихлава, Усти над Лабем, Храдец Кралове, Писек. Карел също обръща голямо внимание на реконструкцията на кралския дворец в Пражкия замък, който сега е замислен във френски стил, по примера на седалището на френския крал. Карел бърза да построи двореца, защото иска да посрещне съпругата си Бланш Валоа. Въпреки това той не чака да бъде завършен дворецът и кани жена си в Прага, веднага щом създава необходимите условия за нея.
Бланш пристига в Прага на 12 юни 1334 година, придружена от френски придворни. Нейният антураж предизвика смущаващо впечатление в бохемските жители. Чехите са най-вече пленени от ослепително великолепните френски дрехи, които никога дотогава не са виждали, но от друга страна, непонятният език предизвика чувство на неприятна отчужденост от бохемската власт.
Петър Житавски първо похвалва външния вид и красотата на Бланш, но коментира езиковите ѝ затруднения по следния начин:
| „ | Смятаме за голямо затруднение, че тя говори само френския език… (но) започва да учи немски и да го използва повече от чешкия; защото в почти всички градове на кралството и преди краля понастоящем по-често се използва немския език, отколкото чешкия. | “ |

Карел не иска да настройва благородниците срещу себе си, както веднъж вече е правил баща му. Затова изпраща френските придворни обратно.
Скоро след сватбата си Карел и Бланш са благословени с първа радост – на 24 май 1335 година се ражда първата им дъщеря Маргарета, която носи името на баба си по бащина линия Маргарета Брабантска (1276 – 1311).
Като маркграф на Моравия, Карел урежда сестра му Анна Люксембургска да се омъжи за Ото IV Хабсбург, което става през февруари 1335 г. в Зноймо.

### Борба за Тирол
В началото на април 1335 г. херцог Индржих от Каринтия умира в замъка си в Тирол. След неговата смърт дъщеря му Маргарета Тиролска и зет им Йохан Хайнрих, брат на Карел, трябва да станат негови наследници. Император Лудвиг IV Баварски обаче заговорничи с Хабсбургите и заедно сключват съюз срещу люксембургите за тиролско наследство. Още през май 1335 г. императорът предоставя на Хабсбургите част от Тирол и Корнуъл и се установява в Северен Тирол. Тогава крал Ян е прикован на легло в Париж след злополучна контузия на турнир и Карел трябва да действа самостоятелно.
Карел и зет му Хайнрих XIV Баварски отиват в Линц да подадат пряк протест пред императора. Според легендата, Карел и зет му се държали недобре към императора и са викали, че е извършил зло дело. Лудвиг обаче грубо изхвърля Карел и категорично отхвърля твърденията за Маргарет Тиролска. Люксембургците в този момент са безсилни и срещу тях започна да се образува нова вражеска коалиция. Императорът започва да преговаря за ръката на дъщерята на полския крал Кажимеж III Велики за сина си Лудвиг VI Римлянина.
Изненадващо се появява решение, което спасява люксембургските позиции. Ян Люксембург идва при сина си и заедно, под егидата на унгарския крал Карл Роберт, преговаря с посланиците на полския крал в Тренчин, Унгария. В крайна сметка Ян се отказа от титлата крал на Полша, а в замяна кралят на Полша се отказва от претенции към Силезия, която всъщност принадлежи на Бохемското кралство и се задължава да плати на Ян 30 000 (по-късно намалени на 20 000) пражки грошове. Окончателните споразумения са подписани в унгарския Вишеград през 1335 година, след като преговорите вземат участие и чехи, включително Ян и Карел, поляци, унгарци и представители на тевтонските рицари. Следователно антилюксембургската коалиция фактически приключва, но скоро има несъгласия между Ян и Карел.

### Спорове с баща си
Все по-независимото поведение на младия маркграф Карел скоро създава опасения в очите на баща му Ян и аристократичната общност. Благородниците започват да се страхуват от засилването на кралската власт, която Карел се стреми да утвърди и затова посягат към изпитано средство – да посеят недоверие между баща и син. Крал Ян се дразни, че не може свободно да плячкосва имотите на градове и манастири, което е негов обичай. Карел от своя страна е ядосан от непоследователната политика на баща си към императора и неефективността в управлението, водеща до нарастващ дълг. Отправната точка на напрегнатите отношения с баща му в крайна сметка става спешната молба за помощ от брата на Карел, Йохан Хайнрих. През февруари 1336 г. Карел завзема управлението в Тирол. Интересно е, че Карел избира да бъде придружен само от малък въоръжен отряд, противно на случаите когато съставът на ескорта обикновено е по-мащабен. Това показва, че Карел е много по-подготвен за политико-административна, отколкото за военна дейност.
По-късно Карел и баща му отиват на кръстоносен поход към езическа Литва. Споровете между люксембургите обаче продължават да се засилват и Карел в крайна сметка се връща в Тирол. Междувременно в Прага Беатрис Бурбонска, новата съпруга на крал Ян, е коронясана и ражда син Вацлав. Въпреки това, коронацията на Беатрис, която не е много популярна в Бохемия, среща грандиозна незаинтересованост в Прага и кралицата в крайна сметка напуска чехите заедно с бебето-кърмаче. Крал Ян се чувства обиден и още повече, когато жителите на Прага отдават почит на съпругата на Карел, Бланш Валоа.
При натиска на Ян, Бланш през 1337 година трябва да напусне Прага и да се премести в Бърно. Кралят също забранява изпращането на парични суми от Моравското маркрафство на Карел. Повтаря се ситуация, подобна на тази на крал Ян с майката на Карел, Елишка Пржемисловна. Карел бяга от недоволството на баща си като предприема рисковано пътешествие. Той трябва да пътува до Тирол през Унгария и Хърватия, след което да плава през Адриатическо море. В приключенското пътешествие, дори корабът на Карел попада в ръцете на пирати, но той успява да избяга. В началото на юни 1337 г. Карел пристига в Тирол и оттам участва във войната в Ломбардия от страната на Венеция срещу Верона и падуанския владетел Мартин дела Скала.
Карел се завръща в родината си през есента на 1337 г., във време, когато крал Ян отсъства. Опасността от император Лудвиг Баварски в крайна сметка помирява Ян и Карел и от 1339 г. двамата Люксембурги управляват заедно. През 1340 г., докато пребивава в Монпелие, Южна Франция, където Ян лекува очите си с лекари от местния университет, Карел възнамерява да отиде на помощ на кастилския крал Алфонсо XI. Във войната срещу маврите в Гранада, но тази военна експедиция е предотвратена от крал Ян, който след слепотата, която получава и на другото си око, се опасява, че първородният му син и наследник може да загине на далечното бойно поле.

### Две кралски корони
На 11 юни 1341 г. Ян Люксембург свиква церемониална среща на чешкия парламент. Крал Ян информира благородниците, духовенството и представителите на кралските градове за решението си, че след смъртта му чешкият престол следва да бъде за Карл. Асамблеята тържествено приема Карл за бъдещ чешки крал, а маркграфът също иска да извърши кралската си коронация по време, когато баща му е още жив.
Междувременно люксембургските позиции в Тирол са застрашени. Йохан Хайнрих е изгонен оттам от жена си, а страната след това е завзета от император Лудвиг Баварски. Това значително подкопава властта на Люксембургите и в същото време допълнително допринася за враждебността между Люксембургите и императора.

### Папа Климент VI
Император Лудвиг обаче не се радва дълго време на чувството на победа над Люксембургите. Нерешителният папа Бенедикт XII е наследен от Пиер дьо Розиер като папа Климент VI. Избирането на новия папа означава надежда на Люксембургите да се спасят от разширяването на териториите на императора за тяхна сметка. Ян Люксембург е един от първите, който се втурва да поздравят новия папа. Още през юни 1342 г. в папския дворец крал Ян се отказва от клетвата си за лоялност към императора.
Междувременно Бланка Валоа ражда на 19 август 1342 г. втора дъщеря на Карел – Катарина Люксембурска.
През 1344 г. самият Карл е поканен от папата в Авиньон. Интересно е, че папата трябва отново да помирява Карл и крал Ян, защото те отново са в остро противоречие. Преговорите в Авиньон се оказват добри за люксембургите, Карел дори постига Пражката митрополия да бъде въздигната. По този начин архиепископията на Бохемия избягва зависимостта от Майнцката митрополия.
На 30 април 1344 г. с була на римския понтифекс Климент VI Пражката митрополия е тържествено обявена за архиепископия. Арнощ от Пардубице става първия архиепископ. На срещата си папата и Люксембургите сключват също и съюз срещу император Лудвиг, като е постигнато съгласие за кандидатурата на Карл при избора на нов римски крал. Двамата Люксембурги се връщат в началото на ноември 1344 и заедно на 21 ноември 1344 г. полагат крайъгълния камък за изграждането на катедралата „Свети Вит“.
По-късно борбата на Люксембургите за римската корона истински се развихря. Карловият прачичо Балдуин Люксембургски изиграва ключова роля за получаване на римската корона за Карел. Карл трябва да направи сериозни, макар и официални обещания към папата, за да получи короната, както и да даде гаранции и привилегии за своя прачичо Балдуин. Веднага след като Карл дава обетите си на папата, той се обръща към електорите на империята и ги призовава да изберат нов римски крал. Изборът е на паметен ден, вторник, 11 юли 1346 г. в района на град Ренс на левия бряг на река Рейн. Карел е избран за новия римски крал с гласовете на петима електори. Гласове за него дават Балдуин Люксембургски – архиепископ на Трир, Герлах фон Насау архиепископ на Майнц, Валрам фон Юлих – архиепископ на Кьолн, крал Ян и Рудолф – херцог на Саксония.

### Битката при Креси
Решаващият сблъсък между новия римски крал и императора обаче все още не се е състоял. В този момент Франция е нападната от английския крал Едуард III. По този повод френският крал Филип VI моли съюзниците и приятелите си за помощ. Ян и Карл по традиция са свързани с френския двор и веднага се отзовават на зова на своя съюзник и с войските си отиват да му помогнат.
В събота на 26 август 1346 година започва решителната битка при Креси, където зле ръководената френска армия е разбита, а Ян Люксембург намира смъртта си. Участието на Карл в битката се описва от придворния му летописец Бенеш Крабице от Вайтмиле:
| „ | „Когато другите благородници видяха, че крал Ян пада и умира, за да не загубят двамата монарси едновременно, изведоха сина му, наследника Карл, който се сражава доблестно и вече е ранен от вражески стрели, въпреки съпротивата му и против волята му да излезе от тази битка и го заведоха на безопасно място. | “ |

Така Карл става двоен крал – крал на Бохемия и римско-немски крал. Първата му приоритетна грижа е погребението на баща му, което се провежда в съответствие с последната воля на крал Ян в Люксембург.

## Кралско управление

### Трудно начало
Началото на управлението на двойния крал е трудно, Карл трябва да получи признание особено от живия император Луи Баварски. Карел има подкрепата на мнозинството от електорите, но богатите имперски градове запазват благоволението си към императора. Карл е коронясан за крал на римляните на 26 ноември 1346 г. в Бон. Получава короната си от Валрам фон Юлих, архиепископ на Кьолн. Коронацията в традиционния Аахен не е възможна, тъй като градските служители запазват лоялност към императора. Тогава Карел назначава своя прачичо Балдуин за викарий на Германия и също така му поверява администрацията на Люксембург.
Завръщането му в Бохемия е много рисковано за краля, тъй като той трябва да пътува през вражеска територия и при опасността да бъде пленен от императора, така че Карел предприема пътуването, преоблечен като оръженосец. Карел се завръща в Бохемия през януари 1347 година. Коронацията на чешкия крал се провежда на 2 септември 1347 г. и за първи път е извършена в историята от чешки архиепископ – Арнош от Пардубице. Карел също е коронясан с нова кралска корона, което му дава повод да я посвети на Св. Вацлав, пред когото се съхранява, а чешкият крал я взема само за коронация или различни празнични поводи. Преди това той написва процедурата за коронация на бохемските крале, която се основава на стара коронационна традиция на римските крале от Х век и френски обред за коронация от 1328 г.
На чешко-баварската граница сега има все повече и повече бойни сблъсъци, затова Карл решава да се противопостави с военна сила на императора и начело на армия тръгва срещу него. Още на път за границата обаче на 14 октомври 1347 г. Карл получава изненадваща вест за внезапната смърт на императора, който умира от инсулт докато ловува за мечки. Така съдбата решава Карл да се отърве от най-големия си съперник и подетата военна експедиция с неясен завършек се превръща в триумфална кампания из империята, където важни имперски градове като Регенсбург, Нюрнберг, Страсбург, Базел, Шпайер, Улм и др. един след друг отварят вратите си. Има и представители на по-малки градове, които отдават почит на Карл по време на неговата кампания и искат потвърждение на привилегиите си. Карл показва далновидна щедрост и затова навсякъде дава привилегии, права и опрощение.
В допълнение към имперските дела, Карл се замесва по неволя в конфликта между Франция и Англия, наречен по-късно Стогодишна война. Тук той действа много прагматично и бързо се отделя от съюза с френския крал. Почти до смъртта си той се опитва да запази неутралитет, въпреки че от време на време обещава повече или по-малко участие и помощ при определени условия.

### 1348 година
Годината 1348 г. е особено значима за чешките земи. Прага е не само столица на Бохемското кралство по времето на Карел, но е станала и столица на Свещената Римска империя. Следователно Карел полага голяма грижа на столицата, която трябвало да стане достойно и представително седалище на императора.
Веднага след завръщането си от империята, на 8 март 1348 г. издава хартата на Новия град в Прага. Със създаването на „нове место“ Прага се превръща в истински град и един от най-големите градове в Европа. Новият град е дарен със сходни привилегии като Стария град в Прага. Малко след това Карл полага крайъгълния камък на стените на Новия град. По това време в Прага се провежда съвместно общо събрание на императорското и чешкото благородничество. Целта на първото Общо събрание е да установи статута на чешката държава по отношение на империята. Общо четиринадесет привилегии и дела излизат от Диетата, потвърждавайки, наред с други неща, по-стари привилегии от римските царе и императори дадени на Чешкото кралство и подчертавайки изключителното положение на чешките земи в рамките на Свещената Римска империя. В два документа, приети на 7 април 1348 г., се споменава терминът „Corona regni Bohemiae“ или короната на чешката земя. Карл като крал на Рим включва също така Силезийското херцогство, град Вроцлав и други владения в постоянен съюз с чешките земи. Тези две решения стават фактически нови конституционни закони за частите от Чешката корона. След това набор от тези привилегии от 7 април се сключва с последната четиринадесета харта, която по своето значение за чешките земи е изключителна харта, Хартата на висшето образование в Прага, известния Карлов университет. Това е първият университет на север от Алпите. Така кралят се стреми да се грижи за образованието на жителите, така че да не им се налага тези „които винаги са гладни за плодовете на науката, да просят милостиня в чужбина, но за да намерят маса, приготвена за тях в кралството“.
По заповед на Карел на 10 юни започва изграждането на замъка Карлщейн, който трябва да се превърне в непревземаема крепост, охраняваща императорските и чешки скъпоценности на короната.
1348 година е важна и за Моравия, където Карл IV създава Моравския провинциален съд и основава Моравския провинциален съвет. Силната за Карел година обаче е белязана и от една лична трагедия. На 1 август на 32-годишна възраст умира любимата му съпруга Бланш Валоа, която го подкрепя от детството му.

### Борба за признание в империята. Брак с Анна Пфалцска
Дори след смъртта на император Луи Баварски, Карел не постига всеобщо признание в империята, но продължава да се бори усилено за своята позиция. Раздразнението на Вителсбахите, които загубват имперската титла е голямо, особено на Лудвиг, най-големият син на Лудвиг Бранденбург, който се бори срещу Карел за римската корона. Крал Едуард III, враг на Франция, в крайна сметка се кандидатира също за нов римски крал. Карел обаче показва изкуството си в дипломацията и след консултация с прачичо си Балдуин Люксембургски започва да преговаря с Едуард. Още през април 1348 година Карел и Едуард сключват приятелско споразумение. Преговорите на двамата владетели завършват през юни 1348 г. в Прага. Карел сключва съюз с Едуард, но няма задължение да помага на Едуард в евентуален конфликт с Франция, което му позволява да поддържа приятелство и с френския кралски двор. Тогава Едуард се отказа от римската корона. След това под егидата на австрийския херцог Албрехт II през юли 1348 г. Карл IV и Лудвиг Бранденбург се срещат в Пасау, за постигане на помирение. Обидното поведение на Лудвиг и провокацията на неговите последователи, които дори свалят герба на римския крал от къщата, в която е отсяда Карел, убеждават обиденият крал да се откаже от бурна реакция и да се върне в Бохемия.
В началото на 1349 г. Вителсбахите прокарат избор за нов римски крал, който е незначителния тюрингски граф Гюнтер Шварцбург. Гюнтер също е подкрепен от Рейнския пфалцграф Рудолф II. Карел обаче успява да разбие опозиционната групировка, като урежда брака си с Анна Пфалцска, дъщеря на пфалц граф Рудолф II и така присъединява Горен Пфалц (Нова Бохемия) към земите на бохемската корона. Сватбата става през март 1349 г. в Бахарах.
Карл ІV дава на дворянството в градовете много привилегии. Поощрява земеделието, прави река Вълтава до река Елба плавателна, построява в Прага „Новия град“ (Нове место), Храдчани и знаменития за Прага Карлов мост. Основава там архиепископия, а през 1348 г. първият в империята университет (по образец на този в Париж) привлича в Прага голям брой художници. Отделяйки внимание на развитието на селското стопанство, Карл развива в Чехия винопроизводството (лозите са внесени от Бургундия) и рибното стопанство, като са изградени рибарници.
- Карел I започва строежа на Карловия мост, 
 автор: Йозеф Матхаузер
- Карел I започва строежа на Стената на Глада, 
 автор: Йозеф Матхаузер

### Коронация в Аахен
Гюнтер от Шварцбург се разболява сериозно и изразява намерение за помирение с Карел. Преговорите, започнати на 22 май, приключват и се обективират с договор от 26 май 1349 г. Гюнтер се отказва от кандидатурата си за римския престол и в замяна получава в залог някои имперски градове с пенсия от 20 хиляди гривни сребро. Гюнтер обаче не оцелява дълго след болестта си и почива през юни. Карел му отдава голямо уважение, като лично присъства на погребението му.
На 17 юни 1349 г. във Франкфурт на Майн се състои представително събрание на всички избраници и имперски принцове, където Карел получава всеобща почит. Той става единственият безспорен владетел на империята накрая. След помиряването с Вителсбах, Карел овенчава победата си с короната в Аахен, традиционния за коронациите град на римско-немските крале, на 25-и (някои източници посочват 24-ти и 26-и) юли 1349 г. На събитието присъстват много водещи имперски владетели и благородници. Карел чрез коронацията си също се присъединява към конституционната и сакрална традиция на империята на Карл Велики, стъпките на когото той възнамерява да следва и много се му възхищава. В деня след коронацията на Карел, бременната му съпруга Анна Пфалцка също е коронясана. Коронацията е извършена от прадядото на Карел, Балдуин Люксембургски – архиепископ на Трир.

### Черна смърт и евреи
Между 1348 и 1349 г. Европа е засегната от опустошителна пандемия от чума, която получава подходящото име „Черната смърт“. Хората търсят причината за това унищожение в евреите, които според легендата тровили кладенци и храна, осквернявали домакинствата. Доколкото мнозина дължат значителни суми на евреите, те стават идеални мишени на гнева им. Ужасните погроми се разпространяват из Европа. Още през ноември 1348 г. в Аугсбург става клане, с което избиват еврейските жители на града. През март 1349 г. Карл IV помилва града, но изисква неговите представители да плащат еврейски данък.
На 16 ноември 1349 г. Карел дава на Нюрнберг разрешение да изравни еврейския квартал със земята и да установи на негово място Марианската църква и пазар. На 5 декември 1349 г. последва погром, заради който Карл IV предварително е обявил амнистия за всички актове на насилие срещу евреите. Убити са 560 евреи. Въпреки че Карл толерира антиеврейски погроми в германските имперски градове, той защитава чешките евреи в самата бохемска корона.

### Италиански хуманисти
Италия преминава през хаотичен период и мнозина призовават за способен и решителен владетел да фиксира тази територия на империята. По това време известният Франческо Петрарка пише на Карл пламенни призиви да не забравя Италия, когото той намира за „глава на монархията“. Те си разменят няколко писма, в които Карл се опитва да представи себе си подобаващо с хуманистичния си партньор.
През 1350 г. в Прага се появява Кола ди Риенцо – друг хуманист, политик, трибун на народа, преследван от папата, който се опитва да убеди Карел, че е време да се намеси в Италия. Карл, който се възстановява от сериозен инцидент в края на 1350 г. и началото на следващата година, мисли внимателно за всичко и със сигурност няма намерение да затъва в друг продължителен конфликт в непредсказуемата Италия, чиято обстановка той е имал идеалната възможност да опознае още в младостта. След известно време той задържа Риенцо и го изпраща през 1352 на римската курия. Карел също се среща лично с Петрарка в края на 1354 г. в Мантуа в началото на своето римско пътуване. Франческо Петрарка вярва в Карл IV, но после дълбоко се разочарова от неговото поведение в Италия. Карл е коронован в Рим от кардинал Остия в пасхалния ден на 1355 г., а след това се връща в Прага, както пише поетът:
| „ | ...с корона, която получи без един удар на меча; с кесия, препълнена с монети, която донесе празна; с малко слава за добри дела, но с велик позор за унижението на императорското величие. О! Ако твоите прадядо и дядо те срещнат на алпийския проход, какво биха ти казали, ти помисли ли? Император на римляните по име, но истината е, че ти си единствено крал Бохемски. | “ |

### Смърт на Анна Пфалц. Брак с Анна Швайдницка
На 17 януари 1350 година кралица Анна Пфалц ражда желания син на Карел, който е кръстен Вацлав. Карл скоро оженва малкия си син за Анна Швайдницка, наследница на Свиднишко и Яворжико. Това е Силезийска територия, която все още е останала независима. Малкият Вацлав обаче умира на 28 декември 1351 г., а по-късно, на 2 февруари 1353 г., е последван от кралица Анна Пфалц. Карел отново трябва да избира коя ще бъде новата му съпруга. Решението му изненадва Европа, самият Карел се сгодява за Анна Швайдницка, първоначалната годеница на сина му Вацлав, а след това присъединява към Чешката корона Горна и Долна Лужица. Известната сватба на Карел и Анна Швайдницка се провежда вероятно през юни 1353 г. в Буда. Младата кралица Анна е коронясана за бохемска кралица два месеца по-късно.

## Император на Свещената Римска империя
Усилията на Карл IV за имперската коронация по-рано е отлагана от папа Климент VI. След смъртта на Климент през 1352 г. Карл започва преговори с новия папа Инокентий VI, които не донасят нищо съществено. През лятото на 1354 г. Карел стига до извода, че е подходящият момент да получи имперската титла.

### Първи поход в Италия
В деня на Свети Вацлав през 1354 година, докато е в Горен Пфалц, крал Карл дава заповед за пътуване до Италия, като отново изненадва Европа, особено папата със седалище в Авиньон. Самият папа след колебание приема, при условие, че Карл няма да се бърка в италианските работи. Карл иска от Венеция правото да премине през територията и по пътя за Рим. Той се придвижва сравнително бавно, освен интензивни преговори и политически срещи, той се бави от много щателно събиране на реликви.
На 3 ноември 1354 г. той пристига в Падуа придружен от 300 невъоръжени рицари. Когато пристига в Мантуа, легатите на Висконти му предлагат 200 хил. флорина: 150 хил. флорина за получаване на титлата „имперски викарий“ от Матео II, Галеацо II и Бернабо, и още 50 хил. с оглед коронацията му за крал на Италия. Според италианския историк от 14 век Матео Вилани коронацията трябва да се проведе в Монца с Желязната корона, след което императорът трябва да се насочи към Рим, без да влиза в Милано и без да е придружаван. Императорът също се опитва да възстанови мира между страните с примирие, което да продължи до май следващата година, но претенциите на Висконти са прекомерни.
Карл IV празнува Коледата в Мантуа, след което се насочва с армия от 3000 конници към териториите, контролирани от Висконти. Той се среща с Галеацо II, придружаван от 500 мъже близо до Лоди, и от там е придружен до града да пренощува. Бернабо посреща императора в абатство Киаравале на няколко мили южно от Милано, давайки му 30 коне и благороднически коне, покрити с алено кадифе, копринени завеси и с богато украсени седла и юзди. По време на обяда в абатството успява да убеди императора да влезе в града.
На 4 януари 1355 г. Карл IV тържествено влиза в Милано, където е посрещнат от хиляди пехотинци и конници в богати одежди и от оглушителния шум на стотици тръби, кастанети, барабани и гайди. След това той е поканен да се качи на горния етаж на Broletto Vecchio (дн. Кралски дворец), от чийто прозорец гледа парада на войските на Висконти (10 000 пехотинци и 6000 конници).
На 6 януари Карл IV е коронясан за крал на Италия в базиликата „Сант'Амброджо“ от Роберто Висконти, архиепископ на Милано, с Желязната корона, помазан е с миро и му е даден глобус с кръст, изобразяващ Азия, Африка и Европа. Следват дни на тържества, в които императорът обявява 40 нови рицари, включително Джан Галеацо Висконти, който е само на 4 години, и Марко Висконти – най-големият син на Бернабо, който е само на два месеца.
Между 10 и 12 януари Карл IV напуска града, придружен от 600 конници на Висконти и се отправя първо към Пиаченца и след това към Пиза, където пристига на 18 февруари. В Пиза, където изчаква имперските и бохемски войски, които идват заедно с кралица Анна Швайдницка и с архиепископа през февруари 1355 година.
На 2 април 1355 година крал Карл, придружен от 4000 рицари е пред Рим. Тогава обаче Карл решава да влезе в града инкогнито, за да види местните паметници, тъй като е обещал на папата, че ще остане във Вечния град само един ден. На 5 април 1355 година, Великден, той е коронясан за император в Рим:
| „                                      | На Великденска неделя рано сутринта Карл излезе на полето извън града и там дойдоха римляните и голям брой хора от цял свят, всички възседнали на силни коне, с шлемове, с оръжие и шлейфове, готови да се бият. Тогава първият владетел на света, придружен от голям брой хора, влезе в града в три часа същия ден със сила и разкош, опаси много и безброй хора с рицарски звания и беше...помазан и коронясан за император на всички околии... | “ |
| из Пражка хроника на Бенеш от Вайтмиле | |   |

През юни, на връщане през Ломбардия обаче, Карл открива всичките градове затворени за армията си и е принуден да се върне в Германия.

### Златната була
С имперската корона на главата си Карл вече може да реализира дългосрочните си планове в империята. В сътрудничество с херцога на Саксония и с помощта на канцлера Ян от Стржеда, императорът подготвя предложение за изменение на правните принципи, които да уреждат избора на римско-немските крале. Първите 23 статии от новия кодекс са приети от Диетата в Нюрнберг на 10 януари 1356 г. Останалите седем статии са приети на Диетата в Мец на 25 декември 1356 г.
Император Карл IV Люксембургски утвърждава Златната була от 1356 г. (на латински: Bulla Aurea). Тя е законодателен акт на Свещената Римска империя, приет от имперския Райхстаг през 1356 г.; наречена е златна заради златния печат, който носи. Текстът на документа е съставен на латински. Санкционира утвърдилото се в Германия княжеско многовластие.
Булата регламентира избора на германски крал (император) от колегия от седем имперски курфюрсти (архиепископите на Майнц, Трир и Кьолн, краля на Бохемия, Рейнския пфалцграф, херцога на Саксония и маркграфа на Бранденбург) и определя правата им. Освен това тя забранява разделянето на територията на курфюрства. Курфюрстите винаги трябва да се срещнат в рамките на 3 месеца след смъртта на римския крал и следващите 30 дни, за да изберат нов, без да се изисква единодушие, но простото мнозинство е достатъчно. Избирателната секция трябва да бъде във Франкфурт на Майн.
Златната була подчертава изключителната позиция на бохемския крал, който трябва да има предимство пред всеки друг избирател, присъстващ на колегията и други известни събрания в империята. Например, той може да последва императора и да носи корона на главата си. Златната була въвежда и други привилегии за бохемското кралство: потвърждава свободния избор на чешкия крал от чешкия парламент в случай на изчезване на кралското семейство или наследственост след отказ. Императорът не може да предоставя чешката държава на друг ако кралят умре, дори не може да назначава бохемския крал. Бохемското кралство има изключително право на съдебен суверенитет. Бохемският крал има право да сече златни и сребърни монети. Така разпоредбите поставят Чешкото кралство на специално, независимо и привилегировано място в империята.
Действието на булата се прекратява с прекратяването на съществуването на империята през (1806) г.

### Втори поход в Италия. Брак с Елизабета Померанска
Една от най-големите цели на имперската политика на Карл е да освободи папата от влиянието на краля на Франция. Карл с всички налични средства се опитва да премести папата от така наречения плен в Авиньон обратно в Рим.
През 1362 г. папа става Урбан V. Императорът пристига през май 1365 г. за грандиозно посещение в Авиньон според някои летописци, придружен от три хиляди души. Има празнично тържество, на което присъства императорът, папата, кардиналите и херцог Луи I Анжуйски, а през седмицата обсъждат важни въпроси като кръстоносния поход срещу турците и тежкото положение на Франция и Италия, причинени от набезите на наемните отряди. Това е и планираната коронация на императора за крал на Арелат, с която папата, защитаващ френските интереси, не е съгласен. Императорът обаче реализира намерението си и на 4 юни 1365 г. е коронясан в Арл. По този начин той е първият от времето на император Фридрих I Барбароса.
След като императорът се завръща от Арл в Авиньон, той продължава да преговаря с Урбан V за връщането на папството в Рим. Папата най-накрая приема предизвикателството на императора. Райхстагът във Франкфурт, проведен през 1366 г., след това взема решение за осигуряване на конница за императора, за да може да подкрепи папата. Въпреки съпротивата на френския крал Шарл V, папа Урбан V напуска Авиньон на 30 април 1367 г. и тръгва на път до Рим. Докато папата пристига в Рим през октомври 1367 г., император Карл IV по пътя си през Италия се сблъсква с армията на Миланския подеста Бернабо Висконти, с когото след това сключва мир през август 1368 година.
На 17 октомври 1367 г. император Карл се среща с папата във Витербо, а два дни по-късно влиза в Рим, придружен от армия от 40 000 мъже. На 21 октомври папата влиза в Рим и императорът символично го въвежда като владетел на Рим в храма на Свети Петър. Малко след това в Рим пристига новата съпруга на Карл IV, Елизабета Померанска, която е коронована от папата на 1 ноември 1368 г. за императрица.
Преместването на папата в Рим от Карл е успех, който не продължава дълго. Нито императорът, нито папата не успяват да отстояват властта си в размирната италианска среда и през 1370 година папата предпочита да напусне отново Италия и да се върне в Авиньон.

### Пътуване до Франция
През 1376 г. Карл IV тръгва на среща с папа Григорий XI, въпреки значителната съпротива на френския крал срещу Рим. Императорът осъзнава, че конфликтът на папата с непокорни властни кардинали може да се превърне в открита схизма, разкол. Освен това Карл е разтревожен от възможната приемственост на короната след унгарския и полския крал Лайош I Велики. Лайош сгодява дъщеря си Катрин с френския принц Луи Орлеански. Френският двор очаква своя час да поеме управлението от Лайош Унгарски, но също и в Неапол и Прованс. Карл IV решава да се справи с тези негативни фактори и въпреки напредналата си възраст и подагра тръгва със сина си и наследник Вацлав да пътува до Франция.
Карл пътува до Франция през Аахен, където си почива преди следващото пътуване. На 20 декември 1377 година той преминава френската граница близо до Камбре. На 22 декември 1377 г. Карл влиза в Камбре с голям и представителен ескорт заедно със сина си Вацлав. Френският крал Шарл V посреща чичо си като високопоставен гост с цвета на френското дворянство и рицарство. Императорът е много изморен от дългата конна езда, която му причинява болки, затова Шарл V му изпраща една от каретите си, теглени от бели коне, а също и носилка. И така Карл IV пристига в Сен Дени, днес част от Париж, а тогава далеч отвъд града. Спира се в църквата, където са погребани всички, които помни от детството си: Шарл IV, съпругата му Мария Люксембургска, която е леля на Карел, и Жана д'Еврьо.
Цялото шествие влиза в Париж при извънредни мерки за сигурност. Императорът е много уморен, затова едва на третия ден присъства на гала вечерята в негова чест. Правейки това, той гледа великолепна театрална постановка за онова време, която пресъздава събития от края на 11 век, когато Годфроа дьо Буйон завладява Йерусалим. Той говори с крал Шарл V за разделението на сферите на влияние в Европа и не на последно място за преместването на папата от Авиньон обратно в Рим. Карл V моли чичо си за помощ във войната срещу Англия, но той не обещава нищо конкретно. Така е и за наследството на Луи Анжуйски. Планът е полската корона в бъдеще да получи Сигизмунд Люксембургски (но в крайна сметка той печели унгарския трон).
След това те отплават с лодка до Сен Пол до Двореца на кралицата, където на церемонията присъстват много синьори, рицари и благородници. Императорът пожелава да види херцогинята на Бурбон, Изабел Валоа, сестра на починалата му първа съпруга Бланка Валоа, която е единственият жив човек, когото познава от детството. Оттогава е минало много време и императорът почти не я разпознава. След това потегля до вкъщи през Люксембург и Нюрнберг. През април 1378 година пристига отново в Прага.

## Приемство и смърт
Чрез големи суми пари и след дълги усилия Карл IV успява да издейства избирането на сина си Вацлав IV (Венцел) за свой приемник (1376 г.). Големите разходи на Карл IV го принуждават да обложи с тежки данъци на имперските градове, което довежда до основаването на Швабски градски съюз (1376 г.).
Има легенда, че когато през 1378 г. императорът и чешки крал Карл IV умира, преди смъртта му в камбанарията на катедралата всички камбани започват да звънят от само себе си и към тях постепенно се присъединяват всички чешки камбани. Карл ги чува преди смъртта си и възкликна: „Ето, деца, бог е с вас завинаги!“
Умирайки в Прага, Карл оставя Бохемия, Силезия и германската корона на Вацлав, Бранденбург – на Сигизмунд, Лужицките земи – на Йохан, третия си син.
След смъртта на Карл IV неговото тяло е погребано в криптата на катедралата Свети Вит.

## Семейство и деца
- Съпругите на Карл
- Бланш Валоа
- Ана Пфалцска
- Анна Швайдницка
- Елизабета Померанска

Първи брак: през 1329 с Бланш Валоа (1316/1317, † 1 август 1348), дъщеря на Шарл, граф Валоа (1270 – 1325); те имат две дъщери:
- Маргарета (1335 – 1349) ∞ 1345 Лайош I Велики, крал на Унгария и Полша
- Катарина (1342 – 1395), ∞ 1357 Рудолф IV, херцог на Австрия; ∞ 1366 Ото V, курфюрст на Бранденбург

Втори брак: на 4 март 1349 в Бахарах с Ана Пфалцска (26 сентември 1329 – 2 февруари 1353), дъщеря на Рудолф II Слепия (8 август 1306 – 4 октомври 1353), пфалцграф Рейнски от 1349; имат един син:
- Венцел (1350 – 1351)

Трети брак: на 27 май 1353 в Буда с Анна Швайдницка (1339 – 11 юли 1362), дъщеря на Хайнрих II, княз Свидницки; имат две деца:
- Елизабет (19 март 1358 – 4 септември 1373); омъжена от 19 март 1366 за Албрехт III (9 сентември 1349 – 29 август 1395), херцог Австрийски от 1365 година
- Вацлав IV (26 февруари 1361 – 16 август 1419), херцог Люксембургски (1383 – 1388), крал на Чехия (Вацлав IV, 1378 – 1419), курфюрст на Бранденбург (1373 – 1378), крал на Германия (10 юни 1376 – 20 август 1400)

Четвърти брак: през 1363 с Елизабета Померанска; имат шест деца:
- Анна (11 май 1366 – 3 юни 1394); омъжена: от 1382 г. за Ричард II Плантагенет (6 януари 1367 – 14 февруари 1400), крал на Англия (1377 – 1399)
- Сигизмунд (15 февруари 1368 – 9 декември 1437), крал на Чехия (Зигмунд, 1419 – 1421, 1436 – 1437), крал на Унгария (Жигмонд, 1387 – 1437), курфюрст на Бранденбург (1373 – 1387), крал на Германия (20 сентември 1410 – 9 декември 1437), император на Свещената Римска империя (31 май 1433 – 9 декември 1437)
- Йохан (22 юни 1370 – 1 март 1396), първи херцог на Гьорлиц от 1377 г.
- Карл (13 март 1372 – 24 юли 1373)
- Маргарета (29 септември 1373 – 4 юни 1410); омъжена: от 1387 година за Йоан III фон Хоенцолерн (1369 – 11 юни 1420), бургграф на Нюрнберг от 1397 година
- Хайнрих (1377 – 1378)